# Mere (Wiltshire)
Mere – miasto w Anglii, w hrabstwie Wiltshire. Leży 34 km na zachód od miasta Salisbury i 156 km na zachód od Londynu.